# Dicranomyia pauli
Dicranomyia pauli là một loài ruồi trong họ Limoniidae. Chúng phân bố ở miền Cổ bắc.